# SaGa
SaGa（サガ）は日本と中国のヴィジュアル系ダンスロックユニット。2005年にメジャーデビュー。
2008年5月11日に活動休止したが、2012年1月14日に中国を拠点に日中混合ユニットとして活動を再開。
2003年、アメリカLos AngelesでRioを中心に結成。その後長い時間をかけてダンスとロックの融合という新しいジャンルを確立した。

## ユニット名の由来
英語では英雄の冒険譚を表す「SaGa」。日本語でのサガは「人間の本性、宿命」の意味があり、また中国仏教でいう「因果」という意味も持ち併せている。
Rioが初のデモCDを各レコード会社に送る際、自分の今までの人生、これからの人生を考え、直感で命名した。
スペルを大文字、小文字で分けたのは、日本語のサガを感じてほしいという理由の他に、RioがコンピュータRPGの『魔界塔士Sa・Ga』が好きだったからという。

## 来歴

### 〜2004年　結成
2001年、高校卒業後、単身アメリカに音楽修業に渡ったRioは、2002年日本のインディーズバンドシーンで活躍していたTaichi（ドラマー）とハリウッドで出会う。
互いに運命的なものを感じた二人は、何かを一緒にやろうと話し合い、翌2003年、ヴォーカリストを探すため一時帰国し、Juno（リードヴォーカル）と出会う。
3人でSaGaの音楽を模索するための共同制作を開始した。2004年、ハリウッドでダンサーのメンバーを探しているさなか、Nagisa（リードダンサー）と出会い、初期の4人のSaGaが完成した。
時を同じくして日本でSaGaのデモテープを聴いたAVEX TRAXが社長自ら訪米。契約交渉の末、2005年度のデビューが決定する。
同時期にグラミー賞プロデューサーであるScott "Shavoni"Parkerと出会い、その実力を認められ、プロデュースが決定。デビューに向けての制作に突入した。

### 2005年　デビュー
当時をRioはこう語る。「インディーズ活動を全くすることなく楽曲の良さのみで突如巨大レーベルや世界的プロデューサーと契約し、世界的に放映されるアニメのタイアップが決まった。
本当に幸運な状況だったのですが、まったく状況に実力が伴っていなかったので、とにかく混乱の中、必死だった」
2005年、アメリカでベストゲームアワードに輝いたVIEWTIFUL JOEが日米でアニメ化されることとなり、そのオープニング＆エンディング曲がSaGaのデビューとなる事に決定した。
3月、1st single「Brighter side / And you」でデビュー。北米、欧州を中心に放送され、同時にインターネットを通じて各国の子供達の間に浸透し、Youtubeに子供達が曲を歌う姿が次々とアップされていった。
続いて8月、翌クールの主題歌として2nd single「Spirit Awake」が発売され、初のライブの舞台として選ばれたのはAVEXが主催する日本最大規模のフェスティバルA-nationだった。
同年11月、再び世界的に有名なアニメ「頭文字D」のタイアップが決まり、3rd single「円-MADOKA-」が発売。プロモーションの為に来日し、数千人規模のイベントに出演。SaGaのデビュー初年度は
好スタートをきったかに見えた。

### 2006年　独立、帰国、メンバーチェンジ
しかしここでRioに試練が訪れる。あくまでアメリカを拠点とした活動を希望するSaGaと日本を活動の拠点におくべきというAVEXとの間で意見が対立。結果Rioは米国ビザの期限もあり、
日本に帰国し、日本での活動に一旦専念する決意をしたが、メンバーの半数はアメリカに残る意思が固く、結果SaGaはレーベル契約を解消し、インディーズ活動を選択した。
「自分にとって、もう一度本当に自分のイメージするSaGaを作り上げる必要があると感じた。音楽面も、ライブ面も、そしてビジネス面に関しても（Rio）」
活動の拠点を日本に移したRioは、脱退したTaichiとNagisaの後任として、まずライブ面での弱さを克服するために、日本の著名実力派男性ダンサーTOM（後にIPPEIにメンバーチェンジ）
女性ダンサーKAORIという二名の男女ダンサーを新メンバーに迎え、バンド色の強かったAVEX時代の音楽性から、本来の自分の音楽性を確立するために、エレクトリック、ダンス色の強い音楽を制作。
そしてメジャー時代はレーベルに任せきりだったビジネスサイドをも自分で行なうため、自らのレーベル「MADOKA」を設立。SaGaが出演するイベントの制作、CDの制作を開始した。
「この時は本当に底辺だった。アメリカ生活が長く、日本の事は右も左も分からない。ライブの出方も分からない。アメリカでいい家やスタジオがあって音楽をつくり、帰国すればお迎えがきて、
衣装やメイクがあってTVや雑誌に出てライブをするというメジャー時代は、本当に恵まれていたとしみじみ思った」

### 2007年　二度目のデビュー、渡米
ゼロから執念の活動再開で徐々に日本国内にファンを増やしていったSaGaはその主催するイベント「MATSURI」の動員を着実に増やして行き、ファン層を確立していく。
またその間もRioは作曲家、プロデューサーとして、メジャーアーティストや大規模なイベントやミュージカルに積極的に音楽制作に取り組み、国内で知名度を上げて行った。
そして自社出版による初のアルバム「Raison D'etre -存在理由-」をリリース。このアルバムをもってメンバー全員で再度アメリカに渡り、ラスベガスからロサンゼルスに渡るツアーを独自で敢行。
「この頃から音楽的にもライブの内容的にも、3年かけてようやく自分のやりたかったSaGaという新しい形態のユニットのイメージを現実にし始める事ができた（Rio）」という発言にも現れるように
大きな反響を呼び、ラスベガス1の高さを誇るカジノホテルStratsphereでの公演は観客総立ちの上、ショーの最中涙を流す現地人まで現れ、地元メディアの熱狂的な取材からも確かな感触を掴んで行った。

### 2008年　活動休止 〜
ツアー最後の舞台となったロサンゼルスでは、ハリウッドでも有名な巨大クラブを借り切り、自らのイベント「MATSURI」のアメリカ版を開催。
これも満員の成功を収め、機は熟したと感じたRioは、音源発売の為アメリカのレーベルとの交渉でアルバムとツアーの内容をもってロサンゼルス中を周り、インディペンデント系のレーベルと契約を取り付け、
再びアメリカでのデビューを果たすかに思えた。しかしながらそのインディペンデント系レーベルを中心とした国際的な事件が勃発し、そこに巻き込まれたSaGaは、5月の日本公演を最後に
事実上の活動休止に追い込まれる事となった。
「この半年間の事は、本当に筆舌に尽くしがたいものがあります。サバイバルに長けた俺ですら命が危ないと思ったし、他のメンバーはもう完全にギブアップでした。
もうここまできたらさすがに活動は続けられない。一旦すべてを清算して、別の生きる道を探すしかないと思いました。人生二度目の完敗で、しかも独立からなんとか自力で這い上がってきて、やっと、
という所だったのでさらにショックが大きかった。もうSaGaは無理だろうと思いました。運命は過酷というか、なぜここまで命がけでやった結果がこの結末か、と。
しかし同時に自分に足りないものを見直すきっかけにもなった。世の中はやはり良い人ばかりではないし、隙があればやられる。自分のやりたい事を達成するには、
サバイバルを乗り切れるビジネスマンにならなくてはいけないと強く感じた（Rio）」

### 2008年 ~ 2011年　休止期間
これ以降3年間にわたり、Rioはステージから離れ、徹底的にビジネスに専念する。SaGaの活動でつちかった国際的な人脈と、音楽業界の知識を生かし、アメリカのベンチャー起業家達と
日本の音楽、ファッションを海外に発信するイベント、インターネット事業会社を起こした。この会社「INDIVISUAL」は自らが尊敬してやまないX-JAPANの復活ワールドツアー、東京、台湾公演において、
YOSHIKIのソロプロジェクトVIOLET UKのダンスxファッションショーのプロデュース、香港において、もう一つの伝説のバンドLUNA SEAの復活に関わるインターネット戦略、
ニューヨークにて「TOKYO FASHION FESTA」と銘打つファッションショーと音楽のライブを一体化させたイベントを主催し、セントラルパークで成功させるなど数々の国際的なプロジェクトに携わる事となる。

この当時の事をRioはこう語る。
「この会社の設立時、2008年SaGaを失った時の夏ですね。LAのヴェニスビーチで、俺の会社のもう一人の創業者であるアメリカ人の優秀な若手実業家と
サーフィンしながら浜辺で一日中語らったときに聞かれたんです。
『なんでまだお前はステージに立つべき年なのに、歳をとってからでもできるビジネスを今からやるんだ？』と。
『俺は音楽だけをひたすらやって、ビジネスの戦いに破れたんだよ。音楽以外のビジネスを身につけないとこれから先の資本主義の世界でもっと大きな勝負をする事ができない』と答えると。
『分かった。それなら一緒にやろう。だけど覚えておくんだ。絶対もう一度Rioはステージに立つ日がくる。そのときには絶対全てをかけてそれに臨めよ。
　俺達にはそれぞれ自分にしかできないミッションがあるんだ。それを絶対ビジネスの世界で見失っちゃいけない』　この意味が2年かけてようやく後から分かるんです（Rio）」

### 2011年　中国へ〜活動再開
2011年に入り、インドネシアや韓国を旅したRioは次なる活動の場はアジアだと確信する。
日本を旅立つ準備を進める中、東京ガールズコレクションの中国版であるTGC GIRLS COLLECTIONの
プロデューサーの一員として迎えられた事と重なり、10年前から憧れていた中国に活動の拠点を移した。
そこで中国最大の格闘番組「武林風」とフジテレビが共同で2006年から行なっていた中国最大級の格闘イベント番組
「グローバルトップファイター」から、主題歌制作と、番組内の人気アイドル「武林ベイビー」のプロデュースの
オファーを受けた。楽曲についての打ち合わせの際、Rioが過去の楽曲を参考の為にSaGaを聴かせると
スタッフから「最高じゃないか、これをやってほしい（スタッフ）」「SaGaのような楽曲をつくればいいわけですね（Rio）」
「いや、そもそもこのグループをそのまま中国でもう一度できないのか（スタッフ）」という会話になり、
これを運命と感じたRioは快諾。中国人のヴォーカリストが必要だとするRioに、制作チームが紹介したのが、新ヴォーカリスト
芳芳－Fangfang－だった。天性の声を中国語をはじめ英語、日本語で歌いこなす彼女を見てRioは即決。
北京で二ヶ月に渡る楽曲制作と、イベント開催地である河南省での1ヶ月のリハーサルの末
2012年1月14日、3年半の月日を経てとうとうSaGaは復活し6000人の観客を熱狂させた。
またこの時にRioが、SaGaには必ずダンスが必要だとして日本から呼び寄せた往年のパートナーである振付、演出家、ダンサーMaryがゲストメンバーとして参加したが、
あまりに3人のコンビが現地メディアに好評であったため、準メインメンバーとし現在は3人のSaGaとして紹介されている。
2012年は中国国内の大規模な多数のフェスへ出演を予定。